# U173 (潜水艦)
| 同型艦のU-505 | |
| 基本情報      | |
| 建造所        | AGヴェーザードイツ造船 |
| 運用者        | ドイツ国防軍海軍 |
| 艦種          | 潜水艦 |
| 級名          | UボートIXC型 |
| 艦歴          | |
| 起工          | 1940年12月21日 |
| 進水          | 1941年8月11日 |
| 就役          | 1941年11月15日 |
| その後        | 1942年11月16日に戦没 |
| 性能諸元      | |
| 排水量        | 水上：1,120トン 水中：1,232トン                                                                                               |
| 全長          | 76.76m |
| 耐圧殻長      | 58.75m |
| 全幅          | 6.76m |
| 耐圧殻幅      | 4.40m |
| 吃水          | 4.70m |
| 速力          | 水上：18.3kt 水中：7.3kt |
| 航続距離      | 水上：10ktで13,450海里 水中：4ktで64海里                                                                                      |
| 試験深度      | 230m |
| 乗員          | 士官4名と48 - 56名 |
| 兵装          | 53.3cm魚雷発射管 艦首4門 艦尾2門 魚雷(最大) 22発 10.5cm SK C/32単装砲 1門 3.7cm SK C/30単装機関砲 1門 2 cm FlaK 30 対空砲 1門 |

U-173はドイツ海軍がかつて運用したUボートIXC型潜水艦。
1941年8月11日に進水し、同年11月15日に就役した。第4潜水隊群に編入され訓練を行った後、1942年7月1日、第2潜水隊群に配属された。

## 艦歴

### 第1哨戒
1942年6月15日にキールを出港し、北海を進みアイスランドとフェロー諸島の間を航行。大西洋を横断し、カリブ海まで哨戒を行い、9月20日に大西洋岸のフランスロリアンに戻った。

### 第2哨戒
1942年11月11日、トーチ作戦（北アフリカ侵攻）の阻止を試みる。フェダラに停泊中の護送船団UGF-1に対して雷撃を行い、3隻に命中、USSジョセフ・ヒューズを撃沈し、さらに2隻を損傷させた。損傷した艦の1隻である駆逐艦USSハンブルトンはカサブランカ付近まで曳航され、そこで海兵隊員により艦を2つに切断され、船体の約12メートルを除去、残った部分を再び接合した。

### 沈没
1942年11月16日、大西洋のカサブランカ沖にて、米駆逐艦ウールゼイ、スワンソン、クイックの爆雷により沈没。乗員全57名が死亡した。

## 戦果一覧
| 日付           | 船名/艦名             | 国籍/所属 | トン数 | 結果 |
| 1942年11月11日 | USSハンブルトン       | アメリカ  | 1,630  | 損傷 |
| 1942年11月11日 | USSジョセフ・ヒューズ | アメリカ  | 9,359  | 沈没 |
| 1942年11月11日 | USSウィヌースキー     | アメリカ  | 10,172 | 損傷 |
| 1942年11月15日 | USSエレクトラ         | アメリカ  | 8,113  | 損傷 |